# La Rivière des alligators
Pour plus de détails, voir Fiche technique et Distribution.
La Rivière des alligators (titre original : The Naked Earth) est un film britannico-américain réalisé par Vincent Sherman et sorti en 1958.

## Synopsis
L'action se déroule à la fin du XIXe siècle, en Afrique de l'Est. Le Britannique Danny Halloran y vient pour retrouver un ami cultivateur de tabac et dont il n'a plus de nouvelles. Il découvre que ce dernier est décédé en laissant une veuve, Maria. Danny tombe amoureux de la jeune femme, ce qui le détermine à s'installer au pays, à épouser Maria et à reprendre l'exploitation de son ami défunt. Le rapport des cultures s'avère insuffisant, alors il se lance dans la chasse aux crocodiles pour le commerce lucratif de leurs peaux.

## Fiche technique
- Titre original : The Naked Earth
- Titre français : La Rivière des alligators
- Titre en Belgique : La Terre nue
- Réalisation : Vincent Sherman
- Scénario : Milton Holmes et Harold Buchman d'après l'histoire originale de ce dernier
- Décors : Terence Verity
- Costumes : Felix Evans
- Photographie : Erwin Hillier
- Effets spéciaux : George Blackwell
- Montage : Russell Lloyd
- Musique : Arthur Benjamin
- Chanson : Demain il fera jour, paroles et musique d'Henri Patterson, interprétée par Juliette Gréco (arrangements et direction d'orchestre d'André Popp)
- Pays d’origine :  États-Unis,  Royaume-Uni
- Tournage : 
  - Langue : anglais
  - Début prises de vue : fin juillet 1957
  - Extérieurs : Ouganda[1] (Afrique de l'Est)
  - Intérieurs : Pinewood Studios (Royaume-Uni)
- Production : Adrian D. Worker
- Sociétés de production : Foray (Royaume-Uni), Four Square Productions (États-Unis), Twentieth Century Fox (États-Unis)
- Société de distribution : Twentieth Century Fox
- Format : noir et blanc — 35 mm — 2.35:1 CinemaScope — son stéréo 4 pistes
- Genre : film d'aventure
- Durée : 97 minutes
- Dates de sortie :
  - Royaume-Uni :4 février 1958
  - France : 20 août 1958
- (fr) Mention CNC : tous publics (visa d'exploitation no 20928 délivré le 13 mai 1958)
- Affiche : Boris Grinsson (France)

## Distribution
- Richard Todd : Danny Halloran
- Juliette Gréco : Maria Boyle
- John Kitzmiller : David
- Finlay Currie : le père Verity
- Laurence Naismith : le marchand de peaux
- Christopher Rhodes : Al
- Orlando Martins : le grand porteur de la tribu
- Harold Kasket : le capitaine Arabe
- Modesta : Makasa
- Blasio Kiyaga : le père de Makasa

## Réception critique
- Variety et The New York Times[2] s'accordent pour écrire que Juliette Gréco est « ce qu'il y a de plus intéressant dans ce film d'aventure ». Car c'est « une actrice captivante. […] Qui a l'humour et le sarcasme d'Anna Magnani et qui est, de plus, d'un attrait totalement sensuel. […] Elle campe avec toute la morgue et l'insolence possible son personnage d'Européenne esseulée qui lutte pour survivre en Afrique, et ensuite, lorsqu'elle est aux côtés de son nouveau compagnon, elle adoucit sa rudesse par sa subtile féminité, c'est excellent ». Variety et The New York Times notent également « la brillante interprétation de Richard Todd. […] Dans son personnage d'austère immigrant irlandais confronté à la sauvage terre africaine, il apporte un souffle de fraîcheur et d'authenticité au film. »

## À noter
- Juliette Gréco : « Gréco tournera (sans Zanuck) dans un film anglais avec Richard Todd et un crocodile, un vrai, mort et puant, un bush baby et un opérateur se prenant pour Éric von S. scrutant le ciel plombé qui protège le Lac Victoria en plein cœur de l'Afrique et avec une loupe façon monocle entre deux parties de cricket en attendant une lumière moins dure. Jujube fera l'apprentissage de la cuisine anglaise qui n'est pas aussi mauvaise que l'on veut bien le dire, mais restera perplexe devant les desserts « gelées » aux couleurs peu crédibles. Elle finira le tournage du film à Londres et aimera les Anglais. Ils sont légers, charmants, héroïques quand il se doit et présents quand il le faut, mais jamais quand il ne faut pas. Ils boivent avec autant de conviction le thé et le gin et vous ouvrent leur maison comme nous n'avons jamais su le faire. Ou bien Jujube est-elle mal tombée ? »[3]. « Je pars en Afrique pour The Naked Earth, une saga coloniale. L'équipe anglaise est formidable. Avec eux, je découvre l'Ouganda et regarde ce nouveau monde pour moi. Je sympathise avec les autochtones venus faire de la figuration ou tout simplement regarder ce que font ces riches Occidentaux inconscients de la situation locale, du danger que représente l'environnement animalier et la confrontation culturelle. Avec certains, nous échangeons quelques mots ou parlons avec les gestes, les sourires, le toucher. Mais il nous est arrivé de ressentir un vif agacement de leur part lorsque, sur le tournage, les costumières ont paré les figurants nus d'un cache-sexe. Dans la soirée, ils dansent autour de nous et chantent sur des paroles, dont plus tard le traducteur nous dira qu'elles sont guerrières, violentes à l'encontre des Blancs. Il nous est d'ailleurs arrivé de quitter rapidement les lieux, par sécurité. […] La suite du film est réalisée dans les studios anglais de Pinewood, près de Londres. Ce ne sera pas un chef-d'œuvre, loin de là »[4].